# Nemce, Banská Bystrica
Nemce este o comună slovacă, aflată în districtul Banská Bystrica din regiunea Banská Bystrica. Localitatea se află la altitudinea de 410 m deasupra n.m., se întinde pe o suprafață de 4,1 km2 și în 2017 număra 1.156 de locuitori.

## Istoric
Localitatea Nemce este atestată documentar din 1473.

## Demografie
| An:                | 1994 | 2004   | 2014   | 2024   |
| ------------------ | ---- | ------ | ------ | ------ |
| Număr de persoane: | 1088 | 1107   | 1183   | 1153   |
| Diferență:         |      | +1,74% | +6,86% | −2,53% |

| An:                | 2023 | 2024   |
| ------------------ | ---- | ------ |
| Număr de persoane: | 1161 | 1153   |
| Diferență:         |      | −0,68% |